# لوكا ماريتش
لوكا ماريتش (بالكرواتية: Luka Marić) هو لاعب كرة قدم كرواتي في مركز الدفاع، ولد في 25 أبريل 1987 في مدينة بولا في كرواتيا. لعب مع نادي إسترا 1961 ونادي برسبوليس ونادي رييكا.

## وصلات خارجية
- لوكا ماريتش على موقع قاعدة بيانات كرة القدم.إي يو (الإنجليزية)
- لوكا ماريتش على موقع Soccerway.com (الإنجليزية)
- لوكا ماريتش على موقع AS.com (الإسبانية)